# Soozie Tyrell
Soozie Tyrell, nota anche con lo pseudonimo di Soozie Kirschner (Pisa, 4 maggio 1957), è una musicista statunitense.
È conosciuta principalmente come violinista nella E Street Band, collaboratrice di Bruce Springsteen.

## Biografia
Nata in Italia, figlia di un militare statunitense, Soozie Tyrell ha vissuto dapprima in Italia e a Taiwan, per poi tornare negli Stati Uniti d'America dove ha incominciato a suonare come artista di strada nelle vie di New York.
Proprio sulla strada ha conosciuto la giovane Patti Scialfa e Lisa Lowell, formando il gruppo musicale delle Trickster.
Con Patti Scialfa e Lisa Lowell inizia a collaborare con Southside Johnny & The Asbury Jukes e come corista e violinista di essi inciderà il suo primo disco "Love is a sacrifice".
Patti Scialfa anni dopo diventò la moglie di Bruce Springsteen e aiutò l'amica di vecchia data permettendole di collaborare ad alcuni album di Springsteen alla fine degli anni novanta in cui era necessario l'uso del violino. Questa collaborazione occasionale diventò importante sia per Soozie Tyrell che per Springsteen: l'apporto di Tyrell divenne costante in tutti gli album successivi, diventando a tutti gli effetti membro della E Street Band.
Nel 2003 produsse il suo primo album solista, White Lines, che riscosse discreto successo anche fuori dalla cerchia dei fan di Springsteen. Lo stesso Bruce Springsteen ha partecipato al disco di Soozie Tyrell cantando e suonando la chitarra nei brani "White lines"  e  "Ste. Genevieve".

## Discografia

### Solista
White Lines (Treasure records 2003)

### Con Bruce Springsteen
Lucky Town (1992)
The Ghost of Tom Joad (1995)
Greatest Hits (1995 antologia)
Tracks (1998 antologia)
The Rising (2002)
The Essential Bruce Springsteen (2003 antologia)
Devils & Dust (2005)
We Shall Overcome: The Seeger Sessions (2006)
Bruce Springsteen with the Sessions Band: Live in Dublin (2007 dal vivo)
Magic (2007)
Working on a Dream (2009)
Wrecking Ball (2012)
High hopes (2014)
Western Stars (2019)

### Con altri
Train: My private nation (2003)
Emory Joseph: Labor & spirits (2003)
Emory Joseph: Fennario songs by jerry garcia & robert hunter (2008)
Patti Scialfa: Rumble doll (1993)
Patti Scialfa: 23rd street lullaby (2004)
Patti Scialfa: Play it as it lays (2007)
Ian Hunter: Shrunken heads (2007)
Joy Askew: The pirate of eel pie (2007)
Murray Weinstock: Tails of the city (2004)
John Hammond Jr: Found true love (1996)
John Hammond Jr: Ready for love (2003)
Sheryl Crow: C'mon c'mon (2002)
Patty Blee: Disguise (2002)
Chillbone: Try and act normal (2002)
Bruce Henderson: Beyond the pale (2000)
Brain Surgeons: Piece of work (1999)
Shane Jackman: Rhythm of the land (1999)
William Topley: Mixed blessing (1998)
Deborah Berg McCarthy: Places where I dream (1998)
Buster poindexter: Buster poindexter (1987)
Buster poindexter: Buster's happy hour (1994)
Buster poindexter: Buster's Spanish rocketship (1997)
Janet Burgan: Janet Burgan (1996)
Jon Paris: Rock the universe (1996)
David Johansen: From pumps to pompadour the david johansen story (1995)
Uptown horns: Revue (1994)
Shawn Colvin: Steady on (1989)

### Partecipazioni in compilation
Where have all the flowers gone the songs of pete seeger (1998)
Burnzy's last call (1999)
A very special Christmas vol 5 (2001)
Sleep well tonight (2002)
Enjoy every sandwich the songs of warren zevon (2004)
Give us your poor (2007)
12/12/12: the concert for Sandy Relief (2013)